# プリンセスGOLD
『プリンセスGOLD』（プリンセスゴールド）は、秋田書店が発行していた女性向け月刊漫画雑誌。

## 概要
1979年4月に創刊された。『月刊プリンセス』（秋田書店）の派生誌である。長らく年9回発行（月刊を基本としながら3・4月号、7・8月号、11・12月号は合併号として刊行することによる）であったが、2010年5月号より完全月刊発行、2016年9・10月号より偶数月の隔月刊発行となった。発売日は、刊行月の2か月前の16日。
以前は『月刊プリンセス』より耽美傾向があり、少しクセのある作風の作家が多かったが、2000年代後半以降に青池保子、木原敏江、いがらしゆみこ、中山星香らベテラン少女漫画家らが台頭したため、現在は黄金期の『月刊プリンセス』に多く見られた歴史・ファンタジー系作品が多くなりつつある。
「新作読みきり中心」と銘打っているが、10年以上続いた連載作品もある。2009年1月号（2008年12月発売）から、『月刊プリンセス』で長期連載されてきた作品『エロイカより愛をこめて』が掲載、また2010年8月号（2010年7月発売）からは『ボニータ』（秋田書店）、『ミステリーボニータ』（秋田書店）で長期連載されてきた作品『やじきた学園道中記』の続編が掲載されるようになった。
2018年4月号（2018年2月16日発売）をもって隔月刊発行の紙版を終了し、以降の号は月刊発行の電子書籍専売となる。それに伴い『ケルン市警オド』『白妖（びゃくよう）の娘』は『ミステリーボニータ』に移籍した。
2020年1月16日配信の2月号で休刊とすることを決定した。それに伴い『やじきた学園道中記F』は『ミステリーボニータ』に、その他の作品は『プチプリンセス』に移籍することが決定した。

## 休刊時の主な掲載作品

### ミステリーボニータに移籍
- やじきた学園道中記F（ファイナル）（市東亮子）

### プチプリンセスに移籍
- シルク・ロマンス（碧也ぴんく）
- 王女様の謀、王様の罠（佐々木みすず）
- 二人きりの兄弟 新ローゼリア王国物語（さちみりほ）
- 傭兵隊長の花嫁（長池とも子）
- 妖精国の騎士Ballad〜金緑の谷（ハリストーク）に眠る竜〜（中山星香）
- クリスタリアの高貴な義賊（氷栗優）
- 十二夜の魔法使い 〜星占い公爵と恋人達〜（もとなおこ）

### 休刊とともに完結
- 天地の神に背いて（御園えりい）
- 海の眷属と偽りの花嫁（高倉知子）

### 中断していた連載作品
- エロイカより愛をこめて（青池保子）
- 修道士ファルコ（青池保子）

## 過去の主な掲載作品
作者名50音順。作画担当者と原作者がいる場合は作画担当者で記載。

### 作者名あ行
- ケルン市警オド（※ミステリーボニータに移籍）、アルカサル-王城-、緋色の誘惑（青池保子）
- 義経鬼〜陰陽師法眼の娘〜（碧也ぴんく）
- 幻獣の星座〜ダラシャール編〜、幻獣の星座〜星獣編〜（秋乃茉莉）
- 蘭珠堂薬本舗（浅見侑）
- 薔薇のジョゼフィーヌ（原作：落合薫）（いがらしゆみこ）
- 王都妖奇譚、浪漫狩り、ルパン・エチュード（岩崎陽子）
- ブルーイッシュ（梅田阿比)

### 作者名か行
- 暗闇の神話、銀のアミュレット（風間宏子）
- 時代ロマンシリーズ（河村恵利）
- シンデレラはプリンセスの夢を見るか?（雁えりか）
- 夢見るゴシックシリーズ、杖と翼 番外編、白妖の娘（※ミステリーボニータに移籍）（木原敏江）
- 伯爵令嬢と従者の不適切な関係（くせつきこ）
- COLD RUSH（原作：米原秀幸）（くまだゆか）
- ローラカイザー （高河ゆん）
- 我おもう、ゆえにネコあり（後藤星）

### 作者名さ行
- 霊験お初捕物控シリーズ（原作：宮部みゆき）（坂口よしを）
- まんまこと（原作：畠中恵）（紗久楽さわ）
- 夢やしきへようこそ、銀のヴァルキュリアス（さちみりほ）
- 氏まで愛して。（真田寿庵）
- しらぬいものがたり〜葉華多妖異記〜（佐野まさき わたなべ京）
- 東遊記、美少女戦士だった人。（シタラマサコ）
- BUD BOY、やじきた学園道中記II（市東亮子）
- 明日は死ぬのにいい日だ（篠原烏童）
- タブロウ・ゲート（鈴木理華）
- アスカのアラスカ・ワンダホー!（世鳥アスカ）
- 闇のシルエット（千之ナイフ）

### 作者名た行
- キルトS、キルトT（髙橋美由紀）
- 天宮ごよみ〜雲の通い路〜（瀧川真由）
- 北宋風雲伝、新☆再生縁 〜明王朝宮廷物語〜（滝口琳々）
- 女王様の犬、縛り屋小町、HONEY×BULLET（竹内未来）
- まろまろまーろ（竹野カエ）
- ファントム・コグニクション（伊庭竹緒）
- 夏休みが来るまえに（竜樹諒）
- 月に叢雲 花に風、MADMAN CALL（津寺里可子）
- 右手に拳銃　左手に愛（富樫じゅん）
- 砂の下の夢、砂の下の夢〜空の下の緑〜（TONO）
- ミステリー劇場、びいどろ怪談、アナンの地球、幕末魔方陣（戸部けいこ）

### 作者名な行
- 崑崙の珠、旅の唄うたいシリーズ（長池とも子）
- 花冠の竜の国、花冠の竜の姫君、妖精国の騎士、花冠の竜の国 2nd、花冠の竜の国 encore 花の都の不思議な一日（中山星香）
- 京都ゆうても端のほう（二星天）

### 作者名は行
- 蝦蟇の君（檜垣レイコ）
- CROWN（原作：和田慎二）、カンタレラ、学園ヘヴン（原作：Spray）プリンセス・レダリア〜薔薇の海賊〜（氷栗優）
- アリーズZERO〜星の神話〜、アリーズII〜甦る星座宮〜（冬木るりか）

### 作者名ま行
- 妖怪始末人トラ・貧!!、ゼロ星（魔夜峰央）
- レディ・ローズ〜爵位を買った男〜（松川祐里子）
- むしパパ―ある昆虫学者の日常―（三枝陽子）
- 押入れの少年（原作：高橋葉介）（みもり）
- 遥かなり愛し夢幻（ロマン）（もとなおこ）

### 作者名や行
- 薬師アルジャン、プリーズMr.ポストマン、ひみつのゴードン博士シリーズ、ハルシオン・デイズ、幻想館、海賊姫〜キャプテン・ローズの冒険（山下友美）
- 戦国美姫伝 花修羅（山田圭子）
- 最終戦争シリーズ（山田ミネコ）
- 東のはて通り異聞、12の月のめぐる間に、鳥啼き魚の目は泪 〜おくのほそみち秘録〜（吉川うたた）

### 作者名わ行
- もののふレボリューション（若尾はるか）